# Grüntuch Ernst Architekten
Grüntuch Ernst Architekten ist ein international tätiges, deutsches Architekturbüro mit Sitz in Berlin, das 1991 von Armand Grüntuch und Almut Grüntuch-Ernst gegründet wurde.

## Partner
Armand Grüntuch (* 1963 in Riga/Lettland) studierte Architektur an der RWTH Aachen und am Istituto Universitario di Architettura in Venedig. Von 1987 bis 1989 war er im Büro Norman Foster in London tätig. Seit 2016 ist er Mitglied des Beirats der Bundesstiftung Baukultur.
Almut Grüntuch-Ernst (* 1966 in Stuttgart) studierte Architektur und Stadtplanung an der Universität Stuttgart und an der Architectural Association in London. Von 1988 bis 1989 war sie im Büro Alsop & Lyall in London tätig.
Nach Gründung des gemeinsamen Architekturbüros 1991 in Berlin, lehrten beide in den 1990er Jahren an der Hochschule der Künste in Berlin. 2006 waren sie als Generalkommissare des Deutschen Pavillons für die 10. Internationale Architekturbiennale in Venedig verantwortlich.
Von 2010 bis 2015 war Almut Grüntuch-Ernst Mitglied der Kommission für Stadtgestaltung in München. Seit 2011 leitet sie als Professorin das IDAS, Institut für Entwerfen und Gebäudelehre (Institute for Design and Architectural Strategies), an der Technischen Universität Braunschweig. Seit 2016 ist sie Mitglied der Akademie der Künste Berlin.

## Bauten und Projekte (Auswahl)

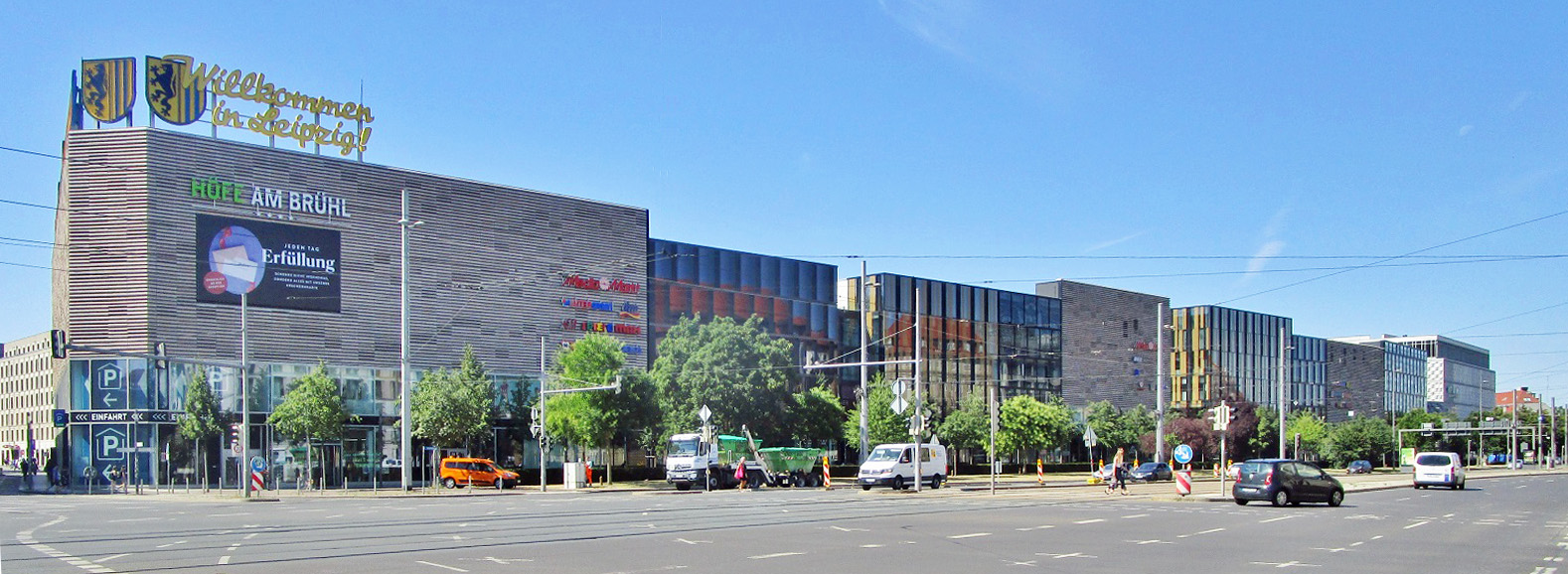
Höfe am Brühl – Tröndlinring (Leipzig)

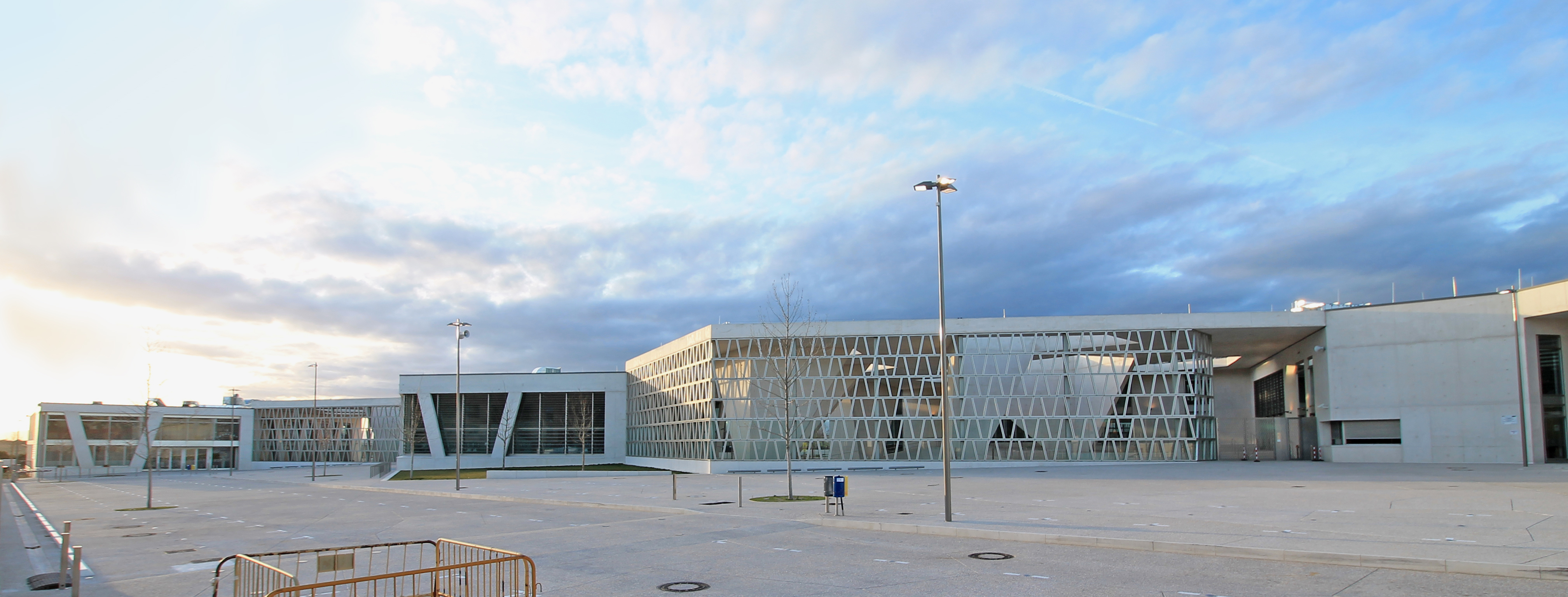
Deutsche Schule Madrid, Spanien.

- Hauptbahnhof Chemnitz, Umbau, 2016
- Deutsche Schule Madrid, 2015
- DGUV-Hauptgeschäftsstelle Glinkastraße, Berlin, 2014
- Höfe am Brühl, Leipzig, 2012
- Marthashof, Berlin, 2012
- Ehemalige Jüdische Mädchenschule Berlin, Umbau und Neuprogrammierung 2012
- Bürohaus Hackesches Quartier Berlin, 2011
- Kaufhaus Breite Straße, Lübeck, 2009
- Baugruppenhaus Auguststraße 51, Berlin, 2008
- Bürohaus Leipziger Straße 126, Berlin, 2008
- Bruno-H.-Bürgel-Grundschule Berlin, Erweiterung, 2006
- Marie-Curie-Gymnasium Dallgow-Döberitz, 2005/2009
- Bürohaus Hamburg-Neumühlen, 2002
- Förderschule am Mummelsoll, Berlin-Hellersdorf, 2002
- Wohn- und Geschäftshäuser Monbijouplatz 3 und 5, Berlin, 2001
- VW-Pavillon in der Autostadt Wolfsburg, 2000
- Wohn- und Geschäftshaus Humboldt-Höfe, Berlin, 2000
- Haus am Hackeschen Markt, Berlin, 2000

## Auszeichnungen (Auswahl)
- „Schönste Schule der Welt“ für die Deutsche Schule Madrid auf dem World Architecture Festival (WAF) 2016 in Berlin[4][5]
- Balthasar Neumann Preis 2016: Anerkennung für die Deutsche Schule Madrid[6]
- Heinze ArchitektenAWARD 2014[7]
- EnOB-BMWi-Preis „Architektur mit Energie 2011“: Auszeichnung für energieoptimiertes Bauen, 1. Preis für die Deutsche Schule Madrid[8]
- Gestaltungspreis der Wüstenrot Stiftung 2010 „Neues Wohnen in der Stadt“, Anerkennung[9]
- Deutscher Bauherrenpreis 2010
- Architekturpreis Berlin 2009[10]
- AIT Office Application Award 2008, Best Workplace
- Deutscher Bauherrenpreis 2006[11]
- Preis der Stiftung Lebendige Stadt 2005, Innovative Sportstätten[12]
- Brandenburgischer Architekturpreis 2005[13]
- DuPont Benedictus Award 2003, Category Education[14]
- Architekturpreis Zukunft Wohnen 2002
- Gestaltungspreis der Wüstenrot-Stiftung 2002, „Schulen in Deutschland“
- DEUBAU-Preis 2002[15]
- Hans-Schaefers-Preis des BDA Berlin 1996

## Ausstellungen (Auswahl)
- Deutscher Werkbund, „This is modern“,[16] Venedig 2014
- C.A.U.E.5, „Parcours d´Architectures en Europe“, Straßburg 2008
- Center for Architecture, „Berlin-New York Dialogues“,[17] New York 2007
- „Convertible City“[18] – Deutscher Beitrag zur Architekturbiennale Venedig, 2006
- Architekturforum Aedes Berlin, „Urban Upgrade“, Berlin 2006
- „Deutschlandschaft – Epizentren der Peripherie“, Deutscher Pavillon Venedig 2004
- Shussev Museum for Architecture, „Floating Berlin“, Moskau 2004
- Vitra Design Museum, „Design Berlin!“, 2003
- „Urban Creation“, Shanghai Art Museum, Shanghai Biennale 2002
- NAi – Netherlands Architecture Institute, „Made in Berlin“, 2001
- PS1 – Centre for Contemporary Art, „Children of Berlin“, New York 1999